# 亚历山大·戈卢别夫
亚历山大·季托维奇·戈卢别夫（俄語：Александр Титович Голубев，1936年2月9日—2020年2月8日），前苏联情报官员，中將。

## 生平
1936年2月9日出生于苏联白俄罗斯维捷布斯克州列佩利斯基區帕霍姆列维奇村的一个农民家庭。亲身经历了第二次世界大战。1955年中学毕业后开始在波羅的海艦隊服役。退役后在北奧塞梯弗拉季高加索的一家拖拉机厂担任铣床工人，也在团市委工作。
1959年加入國家安全委員會（克格勃），曾在克格勃列宁格勒附属外国语学校、红旗高等学校进修波斯语和英语，1964年毕业。最初被派往北奥塞梯分部工作，曾在伊拉克、科威特和伊朗等国出差。1967年进入克格勃干部培训班，1969年毕业后分配至克格勃第一总局负责对外情报工作。曾在伊朗等国家和地区担任驻在员。1975年升任克格勃第一总局K局（反情报局）三处阿富汗事务主任。1979年冬，他为333風暴行動的策划和实施做出了巨大贡献，曾在11月下旬指挥一支信号旗特种部队伪装成技术工人抵达巴格拉姆，最终成功暗杀阿富汗人民民主党总书记哈菲佐拉·阿明。
1981年至1987年，戈卢别夫在伊斯坦布尔工作。回国后升任克格勃第一总局K局局长。1989年至1991年10月，任第一总局第20局局长。1990年12月晋升少将。苏联解体前担任俄罗斯苏维埃联邦社会主义共和国克格勃情报分部主任。1993年开始担任俄罗斯联邦對外情報局某部门主任。1993年12月晋升中將。1997年6月开始担任對外情報局局长顾问团高级顾问。
2001年退役。晚年曾任俄罗斯联邦對外情報局退伍军人委员会主席。2020年2月8日在莫斯科逝世。
获紅旗勳章、红星勋章、荣誉勋章各一枚，奖章多枚。